# (8301) Haseyuji
(8301) Haseyuji est un astéroïde de la ceinture principale.

## Description
(8301) Haseyuji est un astéroïde de la ceinture principale. Il fut découvert le 30 janvier 1995 à Ōizumi par Takao Kobayashi. Il présente une orbite caractérisée par un demi-grand axe de 2,33 UA, une excentricité de 0,10 et une inclinaison de 3,7° par rapport à l'écliptique.

## Compléments